# Giovanni Pilo
Giovanni Pilo, noto come Gianni Pilo (Macomer, 3 settembre 1954), è un politico italiano, deputato di Forza Italia dal 1994 al 2001.

## Biografia
Nato a Macomer in provincia di Nuoro, Pilo inizia la sua attività di sondaggista a Milano dove conosce Silvio Berlusconi. Quando nel 1993 Berlusconi fonda insieme a Marcello Dell'Utri il nuovo partito di Forza Italia, in occasione delle elezioni politiche del 1994, Pilo, diventato amministratore delegato della Diakron, viene incaricato dallo stesso Berlusconi di stilare sondaggi per valutare i consensi degli elettori nei confronti del nuovo partito di centro-destra e del suo leader.
I sondaggi di Pilo rivelano un grande sostegno nei confronti di Forza Italia e della sua coalizione, sondaggi che si riveleranno poi veritieri in quanto il Polo delle Libertà uscirà vincitore dalle urne e Pilo viene eletto deputato. Caduto il governo Berlusconi, con l'avvicinarsi delle elezioni politiche del 1996, Pilo viene nuovamente commissionato di valutare l'indice di apprezzamento di Forza Italia a livello nazionale: in questa occasione, i consensi del partito di Berlusconi calarono notevolmente, e a vincere le elezioni fu Romano Prodi con il suo Ulivo. Pilo viene riconfermato deputato, ma gli viene ritagliato un ruolo di secondo piano all'interno del partito. Nel 1998 si dimette dal consiglio d'amministrazione della Diakron.
Pur non ricandidandosi in occasione di elezioni successive, dedicandosi all'attività imprenditoriale nel settore petrolifero, Pilo ritiene che uno dei suoi ultimi successi da sondaggista sia stata la prevista elezione di Giorgio Guazzaloca a sindaco di Bologna, primo sindaco di centro-destra del capoluogo emiliano, sostenuto anche da Forza Italia.
In Parlamento, durante i suoi due mandati, ha fatto parte della Commissione Affari Costituzionali, della Commissione Trasporti, Poste e Telecomunicazioni, della Commissione Lavoro Pubblico e Privato. Inoltre è stato componente del Comitato parlamentare per i procedimenti di accusa e della Commissione Vigilanza Rai.

## Opere
- Perché il Polo ha perso le elezioni, Roma, Newton-Compton, 1996, ISBN 88-8183-490-1.